# Kalumum
Kalumum fou el vuitè rei de la primera dinastia de Kish a Sumer segons esmenta la llista de reis sumeris.
Aquesta llista li assigna al seu regnat una durada mítica de 840 anys.